# Alexandre Dethou
Alexandre Dethou, né le 18 avril 1819 à Bléneau (Yonne), mort le 20 juin 1896 à Bléneau.
Il est député de l'Yonne de 1876 à 1892 et sénateur de l'Yonne de 1892 à 1896.

## Biographie
Pendant la guerre de 1870-1871, Alexandre Dethou joue un rôle primordial dans la défense de la Puisaye : il rend les routes impraticables (fossés, abattage d'arbres, labourages) aux troupes prussiennes. Il organise 3 compagnies de francs-tireurs qui combattent jusqu'aux environs de Pithiviers.
Élu député en 1876, il est des 363 en mai 1877. Réélu en octobre 1877, en 1881 et 1885, aux élections générales législatives de 1889, il se représenta, dans l'arrondissement de Joigny, comme candidat républicain radical.
Il ne passera plus que deux ans et demi environ à la Chambre où il appartint à de nombreuses Commissions, dont celle relative au traitement et au classement du personnel de l'Enseignement primaire, en 1891, continuant ainsi son action en faveur de l'instruction.
Lorsqu'il s'agit de remplacer M. Oscar de Vallée, sénateur inamovible, décédé le 18 janvier 1892, il brigua cette succession et triompha facilement, le 10 avril suivant, avec 658 voix sur 889 votants ; il fut proclamé sénateur à la séance de reprise du Sénat du 20 mai 1893 et donna, le lendemain, sa démission de député.
À la Haute Assemblée, où il siège que quatre années, il se fait le défenseur de ses concitoyens en déposant près d'une quarantaine de pétitions, d'intérêt strictement local, ayant le plus souvent trait à l'agriculture et à l'instruction publique. Il intervient en 1893, sans succès, pour soutenir, dans la discussion d'une proposition de loi sur les sociétés civiles. un amendement déposé par un de ses collègues, tendant à permettre l'émission d'actions ou de coupures d'actions à un prix accessible aux petits épargnants : il eut beau préciser les difficultés qu'il avait rencontrées dans ce sens en créant une boulangerie coopérative au capital de 3 000 F, une école supérieure et professionnelle de filles au capital de 7 000 F et une école similaire de garçons au capital de 5 000 F. à Bléneau et aux environs, il ne parvient pas à entraîner l'adhésion du Sénat. Il disait lui-même n'être pas orateur, aussi préféra-t-il consacrer son activité aux Commissions.
Il meurt à Bléneau, le 20 juin 1896, à l'âge de 71 ans.

## Source
- « Alexandre Dethou », dans Adolphe Robert et Gaston Cougny, Dictionnaire des parlementaires français, Edgar Bourloton, 1889-1891 [détail de l’édition]
- « Alexandre Dethou », dans le Dictionnaire des parlementaires français (1889-1940), sous la direction de Jean Jolly, PUF, 1960 [détail de l’édition]